# Podhradí (ort i Tjeckien, Karlovy Vary)
Podhradí är en ort i Tjeckien.   Den ligger i regionen Karlovy Vary, i den västra delen av landet, 160 km väster om huvudstaden Prag. Podhradí ligger 552 meter över havet och antalet invånare är 139.
Terrängen runt Podhradí är lite kuperad. Runt Podhradí är det ganska tätbefolkat, med 185 invånare per kvadratkilometer. Närmaste större samhälle är Aš, 3,5 km söder om Podhradí. I omgivningarna runt Podhradí växer i huvudsak blandskog.